# Episodi di Magnum P.I. (serie televisiva 2018) (terza stagione)
La terza stagione della serie televisiva Magnum P.I., composta da 16 episodi, è stata trasmessa negli Stati Uniti in prima visione dall'emittente CBS dal 4 dicembre 2020 al 7 maggio 2021.
In Italia la stagione è stata trasmessa in prima visione satellitare su Fox, canale a pagamento della piattaforma Sky, in due parti; la prima parte dal 10 gennaio al 28 febbraio 2021, la seconda dal 25 aprile al 13 giugno 2021. La stagione viene trasmessa in chiaro, in prima visione, nel pomeriggio di Italia 1 a partire dal 16 maggio 2022.
| nº | Titolo originale                      | Titolo italiano                        | Prima TV USA     | Prima TV Italia  |
| -- | ------------------------------------- | -------------------------------------- | ---------------- | ---------------- |
| 1  | Double Jeopardy                       | Doppia incriminazione                  | 4 dicembre 2020  | 10 gennaio 2021  |
| 2  | Easy Money                            | Soldi facili                           | 11 dicembre 2020 | 17 gennaio 2021  |
| 3  | No Way Out                            | Nessuna via di fuga                    | 18 dicembre 2020 | 24 gennaio 2021  |
| 4  | First the Beatdown, Then the Blowback | Prima il pestaggio poi il contraccolpo | 8 gennaio 2021   | 31 gennaio 2021  |
| 5  | The Day Danger Walked In              | Il giorno in cui è entrato il pericolo | 15 gennaio 2021  | 7 febbraio 2021  |
| 6  | Tell No One                           | Non dirlo a nessuno                    | 22 gennaio 2021  | 14 febbraio 2021 |
| 7  | Killer on the Midnight Watch          | Un assassino per la ronda di quartiere | 5 febbraio 2021  | 21 febbraio 2021 |
| 8  | Someone to Watch Over Me              | Qualcuno veglia su di me               | 12 febbraio 2021 | 28 febbraio 2021 |
| 9  | The Big Payback                       | La vendetta                            | 19 febbraio 2021 | 25 aprile 2021   |
| 10 | The Long Way Home                     | Una lunga strada del ritorno a casa    | 5 marzo 2021     | 2 maggio 2021    |
| 11 | The Lies We Tell                      | Un ricatto pericoloso                  | 26 marzo 2021    | 9 maggio 2021    |
| 12 | Dark Harvest                          | Trapianto illegale                     | 2 aprile 2021    | 16 maggio 2021   |
| 13 | Cry Murder                            | Un neonato per due                     | 9 aprile 2021    | 23 maggio 2021   |
| 14 | Whispers of Death                     | Sussurri di morte                      | 16 aprile 2021   | 30 maggio 2021   |
| 15 | Before the Fall                       | Rivelazioni                            | 30 aprile 2021   | 6 giugno 2021    |
| 16 | Bloodline                             | Discendenze                            | 7 maggio 2021    | 13 giugno 2021   |

## Doppia incriminazione
- Titolo originale: Double Jeopardy
- Diretto da: Brian Spicer
- Scritto da: Peter M. Lenkov e Eric Guggenheim

### Trama
Higgins è la nuova gestore de "Il Nido" e mette alle strette Magnum: deve pagare l'affitto e non può più guidare la Ferrari.
Intanto vengono assunti da una donna per ritrovare il fratello scomparso. La vera storia nascosta dietro questa richiesta metterà Juliet in serio pericolo: infatti la donna è la moglie dell'uomo cercato, che si è fatta 16 anni in carcere al posto del marito e ora cerca vendetta. Magnum e Higgins lo trovano, ma sono stati pedinati dalla donna; ne deriva un conflitto a fuoco in cui Higgins viene gravemente ferita. La fuggiasca, insieme a un suo complice, fugge e prende TC in ostaggio, affinché li porti lontano con il suo elicottero. L'intervento di Rick però evita il peggio.
L'intervento di Higgins riesce bene e oltretutto lei fa la conoscenza di Ethan, un affascinante dottore.
- Guest star: Kimee Balmilero (Noelani Cunha), Jay Ali (Ethan Shah), Paola Núñez (Helen), Brian Letscher (Bruce), Shawn Mokuahi Garnett (Flippa), Keola Simpson (Daniel Hirono), Andrew J. West (Alan Healy), Juan Pablo Veizaga (Max Martinez), Kap Te'o-Tafiti (Shota), Nikol Luoma (infermiera), Andrea Johnson (anestesista)

- Ascolti USA: telespettatori 5 500 000[4]

## Soldi facili
- Titolo originale: Easy Money
- Diretto da: David Wolkove
- Scritto da: Bryan Spicer

### Trama
Magnum e Higgins accettano di recuperare un Gulfstream per conto del proprietario, ma una grave complicazione li mette in serio pericolo: due uomini armati sparano loro in fase di decollo e l'aereo, danneggiato, precipita nella giungla. Sul velivolo c'è un giovane uomo ferito, corriere della droga che però lavora contro il suo capo. Inoltre a Higgins si sono riaperti i punti della ferita e la traversata della giungla si fa subito difficoltosa. TC e Rick, col permesso di Katsumoto, si mettono sulle loro tracce, ma vengono raggiunti anche dai loro inseguitori. Grazie a un'ingegnosa trovata di Higgins riusciranno a trarsi fuori dai guai e a far arrestare gli aggressori.
- Ascolti USA: telespettatori 5 690 000[5]

## Nessuna via di fuga
- Titolo originale: No Way Out
- Diretto da: Eagle Egilsson
- Scritto da: Barbie Kligman

### Trama
Magnum e TC e Higgins devono rispondere alle domande di un solerte agente dell'immigrazione, che vuol provare che stavano organizzando un matrimonio con lo scopo di far ottenere la green card a Juliet; mentre si trovano in ascensore per avviarsi all'uscita dagli uffici federali, odono degli spari e rimangono intrappolati nell'edificio. I tre riescono ad allertare Katsumoto e diventano i suoi occhi e le sue orecchie dall'interno; ben presto però TC si deve consegnare ai sequestratori: essi si sono accorti che c'è qualcuno all'interno e minacciano di uccidere un ostaggio. Katsumoto scopre che tutto viene fatto per liberare il fratello di uno dei sequestratori, detenuto dalla CIA, ma Juliet e Magnum riescono a rovesciare le sorti della situazione.
- Ascolti USA: telespettatori 5 480 000[6]

## Prima il pestaggio poi il contraccolpo
- Titolo originale: First the Beatdown, Then the Blowback
- Diretto da: Eagle Egilsson
- Scritto da: Eric Guggenheim e Mike Diaz (sceneggiatura); Peter M. Lenkov e Aaron Lam (soggetto)

### Trama
Un padre disperato si presenta da Katsumoto: sua figlia è scomparsa e la polizia non può intervenire perché la ragazza è maggiorenne e sono passate solo poche ore dalla sparizione. Per questo motivo il poliziotto passa il caso a Magnum e Higgins affinché indaghino. Scoprono che la ragazza è una promettente atleta di arti marziali miste che rischia di essere coinvolta in un giro di combattimenti illegali, e l'aiuteranno a uscirne indenne.
Intanto Kumu viene arrestata per furto aggravato: il problema è che non nega il crimine; ha sottratto un manufatto hawaiano sacro che dovrebbe stare in terra consacrata, anziché in casa di un ricco collezionista senza scrupoli. Grazie allo stratagemma della giovane anatonomo-patologa della polizia si riuscirà a salvare Kumu dalla prigione e dare degna sepoltura al manufatto.
- Ascolti USA: telespettatori 5 870 000[7]

## Il giorno in cui è entrato il pericolo
- Titolo originale: The Day Danger Walked In
- Diretto da: Krishna Rao
- Scritto da: Peter M. Lenkov e Eric Guggenheim

### Trama
Magnum, Higgins, TC, Kumu, Katsumoto e altri volontari stanno aiutando Rick a barricare porte e finestre del La Mariana perché sta arrivando un uragano sull'isola. Quando si scatena la tempesta, il bar diventa il rifugio per diversi isolani, tra cui due guardie giurate che cercano riparo a causa dell'inagibilità delle strade. A causa del maltempo anche Higgins è bloccata al bar, facendo sfumare l'appuntamento con Ethan, che arriva al bar poco dopo. Per passare il tempo, Kumu invita le due guardie giurate e altri a giocare a poker. Nel frattempo un rifugiato ha un attacco alle vie respiratorie che, a causa della mancanza dell'inalatore, può diventare grave; crede di averlo lasciato in auto così Magnum decide di uscire a cercarlo. Non trova l'inalatore, ma vede fuoriuscire del sangue dalla parte posteriore del furgone portavalori e scopre che proviene dalle due guardie giurate che sono state assassinate. Rientrato, informa immediatamente Higgins, Rick, TC e Kumu, e decidono di temporeggiare a causa della mancanza del segnale telefonico. Quando la tempesta smuove una barca che sfonda una parete del bar, Magnum contatta Katsumoto con la radio sulla frequenza delle emergenze. Le due finte guardie giurate lo scoprono e rinchiudono lui, Higgins, TC e Ethan nella cella frigorifera del bar. Uno dei rifugiati riesci a uscire e, usando un furgone, sfonda la parete della cella frigorifera liberando tutti al suo interno. Magnum, Higgins e TC rientrano e mettono fuori gioco i due assassini. 
- Special guest star: Roger E. Mosley (John Booky)
- Ascolti USA: telespettatori 5 520 000[8]

## Non dirlo a nessuno
- Titolo originale: Tell No One
- Diretto da: Krishna Rao
- Scritto da: Gene Hong

### Trama
Un ricco uomo d'affari assume Magnum e Higgins per ritrovare la moglie scomparsa; nonostante venga pagato il riscatto, la donna viene ritrovata morta e l'uomo accusa i due investigatori. Rammaricati dell'accaduto, Thomas e Juliet continuano a indagare, scoprendo che il responsabile del rapimento e dell'omicidio è proprio il marito, gravato dai debiti e deciso a intascare i soldi del riscatto e sparire dalla circolazione. 
Intanto Kumu è in ansia per Maleah, la figlia che il suo marito defunto ha avuto fuori dal matrimonio, perché secondo lei sta frequentando un perdigiorno, ma la ragazza reagisce male quando la donna affronta l'argomento. Maleah però capisce di aver trattato male Kumu, animata solo da buone intenzioni, e le due donne fanno pace.
- Guest star: Janel Parrish (Maleah)
- Ascolti USA: telespettatori 5 860 000[9]

## Un assassino per la ronda di quartiere
- Titolo originale: Killer on the Midnight Watch
- Diretto da: Geoffrey Wing Shotz
- Scritto da: Gene Hong

### Trama
Un comitato di quartiere segnala a Higgins e Magnum la presenza di un personaggio sospetto nei paraggi, avendogli visto scaricare dal bagagliaio dell'auto una ragazza; l'indagine porta i due detective a una scoperta sconvolgente: l'uomo rapisce sì le ragazze, tutte straniere, ma per sottrarle a un giro di prostituzione. Insieme a Katsumoto e alla testimonianza di una delle ragazze, arriveranno al covo del ruffiano per arrestarlo.
Intanto Jin ha avviato una curiosa attività: disinfetta le banconote per coloro che hanno paura di germi e malattie; gli affari gli vanno così bene, che decide di aiutare economicamente Olive, un'anziana donna conosciuta per caso che si sta occupando da sola della nipotina, poiché la madre della piccola si sta disintossicando.
- Guest star: Bobby Lee (Jin)
- Ascolti USA: telespettatori 5 700 000[10]

## Qualcuno veglia su di me
- Titolo originale: Someone to Watch Over Me
- Diretto da: Geoffrey Wing Shotz
- Scritto da: Barbie Kligman

### Trama
Ethan chiede a Magnum e Higgins di cercare un giovane in attesa di un intervento chirurgico, scomparso con una pallottola conficcata nel torace. I due detective scoprono che la pallottola è nel corpo del ragazzo da ben 10 anni; il padre, il signor Wilson, non lo aveva portato in ospedale perché il bossolo avrebbe permesso alla polizia di risalire a una rapina effettuata dall'uomo dove ci era scappato il morto. Wilson in realtà è un brav'uomo, nonostante il suo passato e non ha più avuto problemi con la legge. Vorrebbe portare il figlio in ospedale, sapendo che verrebbe incriminato, ma il figlio piuttosto morirebbe anziché far finire il padre in galera. Magnum e Higgins troveranno il giovane in tempo perché Ethan lo operi, anche se Wilson verrà arrestato.
Intanto TC deve parlare a delle aspiranti reclute dei Marine sulla sua esperienza nell'esercito e conosce un ragazzo che vuole arruolarsi per dei motivi che secondo lui sono sbagliati.
- Special guest star: Jay Ali (Ethan Shah)
- Ascolti USA: telespettatori 5 760 000[11]

## La vendetta
- Titolo originale: The Big Payback
- Diretto da: Yangzom Brauen
- Scritto da: David Wolkove

### Trama
Higgins è stata rapita, e Magnum scopre presto che si tratta di una vendetta per uno dei suoi primi casi nell'isola. Al tempo aveva accettato l'incarico di ritrovare la moglie, fuggita, del suo cliente, ma scopre che lei stava scappando perché aveva scoperto che il marito, uomo violento legato alla malavita, aveva ucciso la prima consorte. Magnum inoltre aveva fatto in modo di far finire in prigione il suo cliente. Ora lui, con la complicità del figlio del primo matrimonio, organizza la sua vendetta: Magnum, Rick e TC sono costretti a farlo evadere di prigione e, una volta fuori, l'uomo lascia andare Juliet e prende in ostaggio Magnum. Quest'ultimo riesce a salvarsi solo mettendo il figlio contro il padre, poiché il primo non sapeva che il genitore aveva assassinato sua madre.
- Ascolti USA: telespettatori 5 970 000[12]

## Una lunga strada del ritorno a casa
- Titolo originale: The Long Way Home
- Diretto da: Yangzom Brauen
- Scritto da: Katie Varney (sceneggiatura); Katie Varney, Peter M. Lenkov e Eric Guggenheim (soggetto)

### Trama
Higgins si è presa una vacanza con il suo fidanzato in un albergo di lusso, ma durante il soggiorno vengono disturbati da un altro cliente che ha perso l'anello per la proposta di matrimonio alla fidanzata. Magnum nel frattempo deve trovare Liam, un soldato in congedo da una missione in Afghanistan, che però non è mai giunto a casa dalla famiglia. Indagando, scopre che il giovane aveva vinto la licenza da un suo amico e commilitone giocando a carte e, mentre si sta recando dalla moglie, riceve la notizia che il suo amico è morto. Da qui la preoccupazione per la sparizione di Liam, che indubbiamente soffre di sensi di colpa e in passato è stato malato di depressione. Thomas lo troverà appena in tempo per evitare il suo suicidio.
- Special guest star: Jay Ali (Ethan Shah)

- Ascolti USA: telespettatori 5 630 000[13]

## Un ricatto pericoloso
- Titolo originale: The Lies We Tell
- Diretto da: Rubba Nada
- Scritto da: Katie Varney

### Trama
Una donna ingaggia Magnum e Higgins per farli indagare sulla morte di un uomo che aveva conosciuto la sera prima in un bar ed ucciso davanti ai suoi occhi nella casa di quest'ultimo; lei non può andare alla polizia per paura di rovinare il suo matrimonio. Durante le indagini, i due scoprono che in realtà l'uomo non era chi diceva di essere, ossia un uomo ricchissimo e proprietario della villa lussuosa in cui è stato ucciso, ma un agente di una agenzia di vacanze che aveva in gestione la casa; inoltre l'uomo era solito abbordare donne sposate per poi ricattarle per non mandare ai mariti le foto delle loro relazioni. Magnum e Higgins risaliranno ai nomi delle altre donne, scoprendo che il marito di una di esse ha preso in mano il giro di ricatti del defunto. Sapendo che la donna era una testimone, ha cercato di eliminarla ma fortunatamente Katsumoto riesce a salvarla in tempo.
 Rick nel frattempo va a trovare Icepick in carcere, ma quest'ultimo è stato trasferito in ospedale per l'aggravarsi della sua malattia, la quale non gli sta lasciando molte ore.
- Ascolti USA: telespettatori 5 620 000[14]

## Trapianto illegale
- Titolo originale: Dark Harvest
- Diretto da: Rubba Nada
- Scritto da: Gene Hong

### Trama
Gina, una veterana e amica di Shammy, ingaggia Higgins e Magnum per trovare la sua auto rubata con a bordo il suo cane aiuto. Durante le indagini viene scoperto che l'auto è stata rubata da un uomo in fuga dai sui rapitori. L'uomo era stato rapito per poter prelevare i suoi reni e trapiantarli a un ricco imprenditore cinese.
TC e Rick devono invece dimostrare un tentativo di truffa ai danni del primo: un tizio ha denunciato TC per danni, avendo riportato un colpo di frusta durante una brusca manovra. Li aiuterà Jin, che escogiterà un ingegnoso trucco per fare in modo che il truffatore si tolga il collare dimostrando di essere in perfetta salute.
- Guest star: Bobby Lee (Jin)

- Ascolti USA: telespettatori 5 370 000[15]

## Un neonato per due
- Titolo originale: Cry Murder
- Diretto da: Peter Weller
- Scritto da: Emily Singer (sceneggiatura); Peter M. Lenkov e Eric Guggenheim (soggetto)

### Trama
Davanti al Nido di Robin viene abbandonato un neonato, Higgins e Magnum se ne prendono cura mentre Kumu va alla ricerca della madre. I due nel frattempo hanno un caso commissionato da una compagnia di assicurazioni per ritrovare un importante carico di tartufi bianchi rubati da un ristorante. I due dovranno collaborare con la polizia perché l'autore del furto viene ritrovato morto con vari colpi di pistola al petto senza però che sia trovato il bottino della rapina. Scopriranno che in realtà i tartufi erano solo dei funghi che venivano spacciati (e venduti) per il prezioso alimento, mentre Kumu ritroverà la giovane madre del bimbo e la convincerà a riprendere con sé il piccolo. 
- Ascolti USA: telespettatori 5 610 000[16]

## Sussurri di morte
- Titolo originale: Whispers of Death
- Diretto da: Peter Weller
- Scritto da: Tera Tolentino

### Trama
Un ladro getta dalla macchina una sacca contenente dei gioielli sottratti ai coniugi Marcos nel 1986 e il numero di Kumu. La polizia convoca Kumu e la interroga; lei è estranea ai fatti e cercherà di scoprire la verità risalendo ai ricordi dell'epoca in cui fu contattata dai coniugi come mediatrice culturale per la loro villa durante l'esilio dalle Filippine. Nel frattempo Magnum e Higgins vengono assunti da una sensitiva che ha visto l'omicidio di una sua cliente per mano del marito. Il giorno dopo però è proprio la sensitiva che viene rinvenuta assassinata nella sua abitazione. Durante le indagini scoprono che la veggente spiava i propri clienti per poter avere più informazioni su di loro, e ha sentito l'organizzazione dell'omicidio.
- Ascolti USA: telespettatori 5 580 000[17]

## Rivelazioni
- Titolo originale: Before the Fall
- Diretto da: Kurt Jones
- Scritto da: Mike Diaz

### Trama
TC e Higgins indagano sulla morte di un'escursionista che sembra apparentemente precipitata da una pericolosa scalinata durante un'escursione. Durante le indagini scoprono che la ragazza stava indagando sull'omicidio della sua migliore amica avvento un anno primo, che sembra direttamente collegato con il suo.
Magnum nel mentre trascorre del tempo con suo zio, scopre che quest'ultimo dopo la morte di suo padre ha avuto una relazione con sua madre ed è iniziata mentre questo era prigioniero in Afghanistan. Higgins rivela a Ethan del suo passato e lui, per digerire la notizia, vuole prendersi una pausa e decide di partire con Medici Senza Frontiere.
- Special guest star: Jay Ali (Ethan Shah)

- Ascolti USA: telespettatori 5 350 000[18]

## Discendenze
- Titolo originale: Bloodline
- Diretto da: Avi Youabian
- Scritto da: Eric Guggenheim e Geoffrey Thorne

### Trama
Magnum e Higgins indagano su uno sconosciuto che sta seguendo Cloe, una ragazza amica di Kumu. Il primo indiziato viene ritrovato morto da Magnum. Il sospettato dell'omicidio è il padre della ragazza, una ex spia russa, che si è fatto credere morto per proteggere la figlia; l'inseguitore era un'altra spia russa che cercava di stanare il disertore pedinandone la figlia si è suicidato. L'inseguitore è anch'egli una spia russa che stava cercando di rintracciare il padre di Cloe. Higgins nel frattempo affronta la rottura con Ethan, anche se il medico le domanda scusa per la sua reazione precipitosa e le chiede di seguirlo in Kenya. Dopo un iniziale tentennamento, Juliet accetta.
- Guest star: Bobby Lee (Jin), Jay Ali (Ethan Shah)

- Ascolti USA: telespettatori 5 000 000[19]